# Ricardo Torres Origel
Ricardo Torres Origel (León, Guanajuato, 8 de septiembre de 1956-ibídem, 24 de abril de 2016) fue un profesor y político mexicano. Miembro del Partido Acción Nacional, fue Senador plurinominal para el periodo 2006 a 2012 y ha sido Vicepresidente de la Mesa Directiva del Senado de la República.

## Actividades públicas y privadas
Fue integrante en las comisiones de Educación, Puntos Constitucionales, en el Comité para la Competitividad, Presidente de la Comisión de Grupos Vulnerables y Secretario de la Comisión de Federalismo. Es el autor de la Ley que creó el Instituto Nacional de la Infraestructura Física Educativa, promulgada por el presidente de la República Felipe Calderón el 1 de febrero de 2008. Su actividad legislativa destaca por haber sido durante la LX legislatura quien más iniciativas presentadas y aprobadas tiene de su Grupo Parlamentario. Recibió el reconocimiento de la revista Líderes Mexicanos y del Presidente Calderón por ser uno de los 300 líderes mexicanos más destacados en 2007. Ha sido un defensor incansable de los empleos generados por la industria manufacturera mexicana, especialmente la del calzado, contra el comercio desleal de China. Es el autor y promotor de la reforma a la Ley Federal de Telecomunicaciones que estableció, por primera vez, la inclusión de la tarifa por segundo en los planes de pago de la telefonía móvil en México, con lo que ha generado ahorros sustanciales a 90 millones de usuarios.
Desempeñó los cargos de secretario general de Gobierno de Guanajuato, durante el gobierno de Juan Carlos Romero Hicks, de septiembre de 2004 hasta marzo de 2006, diputado federal a la LVIII Legislatura de 2000 a 2003, con Felipe Calderón; director general del Comité Administrador del Programa Federal de Construcción de Escuelas (CAPFCE) durante el Gobierno del presidente Vicente Fox; diputado local y líder del Congreso del Estado de Guanajuato de 1997 al 2000; director general de Desarrollo Social de su natal ciudad León, Guanajuato de 1995 a 1997; fue senador a partir de 2006, siendo vicepresidente por Acción Nacional y concluyó su mandato como senador el 31 de agosto de 2012.
En la iniciativa privada, fue socio y fundador de diferentes empresas dedicadas al ramo de la industria química, pinturas y solventes para la curtiduría; también incursionó como fundador y director general del Instituto Iberoamericano de Desarrollo Humano y Alta Dirección.
Fue director general de Desarrollo Social en el H. Ayuntamiento de León, Gto. Administración 1995- 1997. Fue presidente del Fideicomiso Convive en León de (1995 a 1997). Fue fundador y vicepresidente del Consejo Municipal contra las Adicciones de León. Fue Vicepresidente y Promotor del Consejo Municipal de Educación en León (1995 a 1997).
Fue Diputado de mayoría por el VI Distrito electoral de Guanajuato en la LVII Legislatura local y coordinador del Grupo Parlamentario del Partido Acción Nacional.
Fue Presidente de la Comisión de Régimen Interno y de la Comisión de Administración de la LVII Legislatura de Guanajuato. Fue miembro del Comité Directivo de la Conferencia Parlamentaria de las Américas con sede en Quebec, Canadá.
Fue coordinador general estatal de las Campañas de Acción Nacional en el Estado de Guanajuato, en las elecciones del 2 de julio del 2000. 
Fue diputado federal por Guanajuato en la LVIII Legislatura del H. Congreso de la Unión, donde fue miembro de la Comisión de Gobernación y Seguridad Pública.
Fue director general del Comité Administrador del Programa Federal de Construcción de Escuelas (CAPFCE) de marzo de 2003 a agosto de 2004. Fue Coordinador Estatal de la Campaña Presidencial en Guanajuato del 2 de julio de 2006. 
Fue Consejero Estatal de Acción Nacional en Guanajuato. 
Fue Consejero Nacional y Presidente de la Comisión de Orden del Partido Acción Nacional.

## Educación
Además fue Maestro Normalista y licenciado en Educación con Especialidad en Ciencias, egresado de la Normal Cristóbal Colón de México D.F. y de la Normal Superior Benavente en Puebla.
Tenía estudios de Licenciatura en la Facultad de Filosofía de la Universidad La Salle, en la Ciudad de México, y cursó el Diplomatura en Reingeniería por la Universidad de San Diego, California, y por la Universidad Iberoamericana. 
Contaba con el Diploma en Ciencias Políticas por la Facultad de Derecho de la Universidad de Salamanca, España.
Fue catedrático y directivo en diferentes instituciones educativas y consultor en administración en calidad total, procesos de reingeniería y alta dirección.
En el año 2000 fundó el Instituto Iberoamericano de Desarrollo Humano y Alta Dirección (IIDEHA), institución humanista dedicada a la formación y capacitación de líderes en el sector empresarial y en el sector público.
Fundó el colegio Franco Americano, bachillerato con la misión de guiar jóvenes por el buen camino.
Fue académico y conferencista en diversas instituciones educativas.

## Fallecimiento
Falleció el 24 de abril de 2016 a los 59 años, en la ciudad de León, Guanajuato, debido a un infarto mientras manejaba una bicicleta.